# Nicolás María Rivero
Nicolás María Rivero (actual província de Sevilla, ca. 1815– Madrid, 5 de desembre de 1878) va ser un polític i periodista espanyol. Militant del Partit Democràtic, va pertànyer al grup dels «cimbrios». Va ser alcalde de Madrid, president del Congrés dels Diputats i ministre de la Governació.

## Biografia
S'ignoren qui foren els seus pares biològics; va ser adoptat per uns humils artesans en una casa d'expòsits de Morón. Manuel Ossorio y Bernard li dona com a lloc i data de naixement Sevilla, 3 de febrer de 1815 i Marcelino Bautista Sevilla, 6 de desembre de 1814, però el biògraf Juan López Núñez wl fa natural de Morón de la Frontera i nascut al febrer de 1814; segons aquest últim, va quedar orfe i va ser adoptat per unes humils ties seves, que l'enviaven a demanar a les portes de les esglésies. Pel seu propi esforç i gran tenacitat va aprendre a llegir i escriure i es va llicenciar en Medicina als vint anys, però va notar que se li donava millor la jurisprudència i va seguir després la de Dret, que va ser l'única que va exercir a Sevilla i Madrid; Loreto Custodio, una senyora principal i molt benestant, es va enamorar d'ell i gràcies a aquest excel·lent matrimoni a la fi de 19¡846 va poder sortirescollit diputat per Écija del Partit Progressista dins de la seva minoria demòcrata; va ser el primer alcalde de Madrid pertanyent al Partit Democràtic, entre el 10 d'octubre de 1868 i el 10 de gener de 1870.
Va destacar com jurisconsult i orador, va ser diputat en diverses ocasions i va col·laborar en la fundació del Partit Democràtic en 1849, del que en va ser nomenat cap. En la revolució de juliol de 1854 va ser arrestat en les barricades de Madrid i conduït al Saladero. Alliberat, va ser nomenat governador de Valladolid. Va intervenir en les Corts Constituents de 1855 representant València. Rivero va denunciar amb energia l'assassinat del candidat a Corts a Morvedre pel Partit Demòcrata, Tomás Bru, i va ser escollit en el seu lloc; va ser l'únic representant del Partit Demòcrata al Congrés de 1858 a gener de 1863, quan Estanislau Figueras va obtenir també un escó, i va destacar especialment pels seus primers discursos, en els quals va criticar amb duresa la clausura de les Corts del Bienni per part d'O'Donnell i va atacar violentament el pressupost de la casa reial; en una ocasió va arribar a dir, assenyalant el tron:
| «                                            | Porque hay una cosa que aquí sobra: ¡Eso! | » |
| — Nicolás María Rivero (Opisso 1908, p. 204) |                                           |   |

Cap del nou Partit Democràtic, integrat aleshores per José María Orense, Estanislau Figueras, Eduardo Ruiz Pons, Manuel Becerra, el Comte de las Navas, Narcís Monturiol, Emilio Castelar, Cristino Martos Balbi, etcètera, escriví a El Siglo (1848) i fundà i dirigí en 1856 La Discusión fins a 1864, en que el substituí Francesc Pi i Margall; en aquest periòdic, òrgan del Partit Demòcrata, hi treballaren Pablo Nougués, José María Carrascón, Emilio Castelar -a qui va treure de La Soberanía, cosa que li provocà una agra polèmica amb Sixto Cámara-, Vicente Romero Girón, Juan de Dios Mora, Roque Barcia Martí, Robert Robert i molts altres acreditats escriptors demòcrates. En aquest treball no li van faltar perills: va ser reptat a duel de pistoles pel coronel Antonio Caballero de Rodas quan el seu periòdic va denunciar uns fets ocorreguts en una caserna; fou greument ferit en un engonal i va estar a les portes de la mort, però va acceptar plenament les conseqüències com a director malgrat que el solt havia estat escrit per un dels seus periodistes, per més que aquest s'havia ofert a substituir-lo. Quan va haver-hi una revolució socialista a Loja dirigida pel veterinari Rafael Pérez del Álamo, Rivero va treballar moltíssim per evitar la violenta repressió del govern, la qual cosa li va guanyar molta popularitat. Va sostenir bones relacions amb el cap de la minoria conservadora, Luis González Bravo. Castelar, que volia volar amb ales pròpies, va deixar el periòdic en 1864 per fundar La Democracia i Rivero va cedir la propietat del periòdic a Pi i Margall.

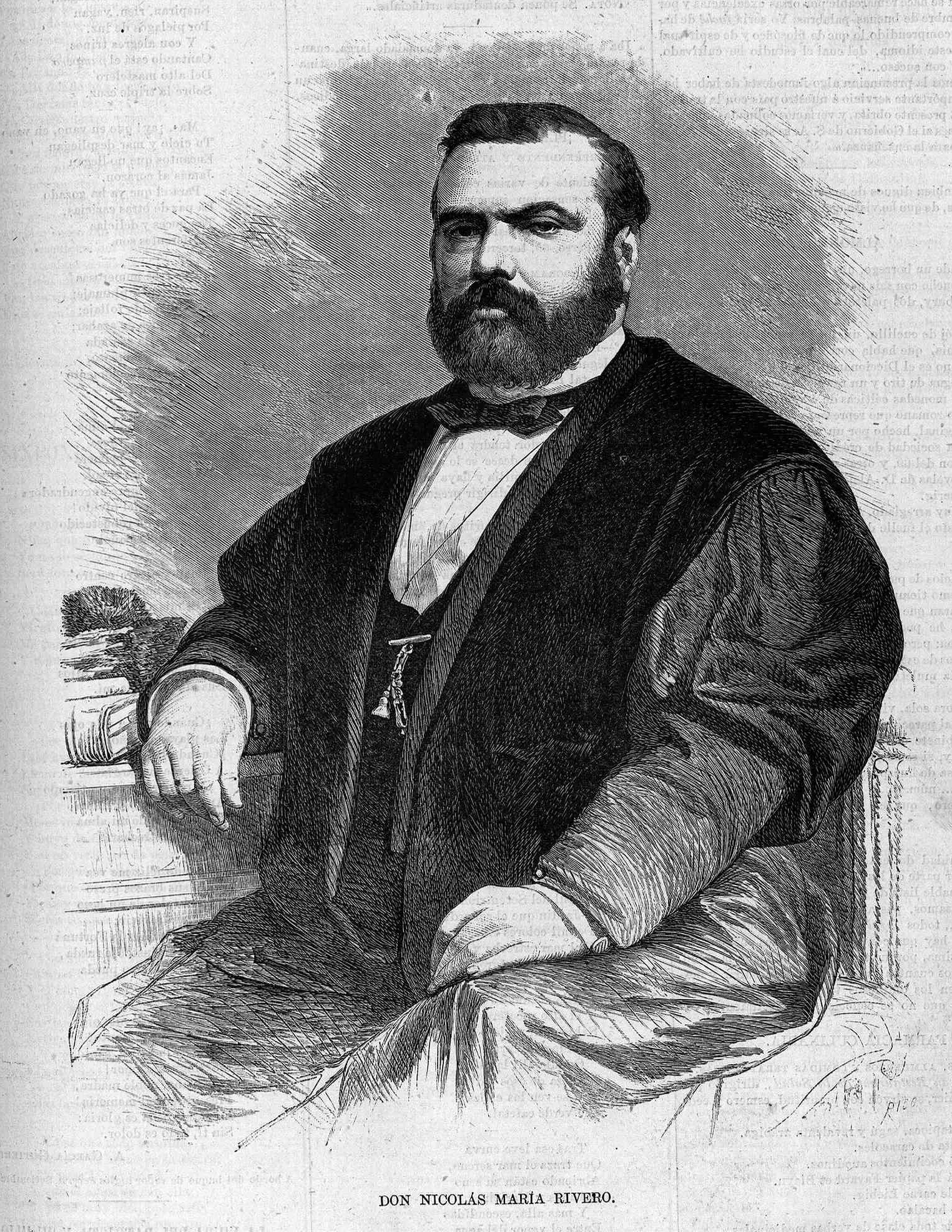
Nicolás María Rivero, en un gravat de Bernardo Rico per a La Ilustración de Madrid, 27 de març de 1870.

Havent assumit una altra vegada la direcció de La Discursión, Rivero es va implicar en la preparació del cop revolucionari de juny de 1866 i va combatre en la barricada d'Antón Martín el dia 22; fracassada la revolta i perseguit pel govern, va haver d'emigrar i des de fora d'Espanya va figurar en la preparació de la revolució de 1868. Triomfant aquesta, va tornar a Espanya i va ser alcalde de Madrid (1868 - 1870), el primer del Partit Demòcrata. Des del seu càrrec va donar treball als jornalers i va destacar com a expert a desfer revoltes, la qual cosa li va fer perdre gran part de la seva popularitat; tanmateix va presidir les Corts Constituents de 1869 que van elaborar la Constitució sense declarar-se en cap moment republicà.
En 1870, entre el 9 de gener i el 25 de desembre, va ocupar el Ministeri de la Governació reprimint les revoltes socials dels jornalers i republicans andalusos. President del Congrés durant el regnat d'Amadeu I d'Espanya, la candidatura al tron del qual va recolzar juntament amb Prim, i en ser assassinat aquest va impulsar la proclamació de la Primera República i va codirigir la fracassada revolta radical contra els federals a Madrid (23 d'abril de 1873), per la qual es va haver d'exiliar. Va morir el 5 de desembre de 1878.